# Cyclosemia pedro
Cyclosemia pedro is een vlinder uit de familie van de dikkopjes (Hesperiidae). De wetenschappelijke naam van de soort is voor het eerst geldig gepubliceerd in 1940 door Williams & Bell.